# روبن پاردو
روبن پاردو (اسپانیایی: Rubén Pardo‎؛ زادهٔ ۲۲ اکتبر ۱۹۹۲) یک بازیکن فوتبال اهل اسپانیا است که اکنون در پست هافبک برای تیم رئال سوسیداد بازی می‌کند.